# 1. tanková divize (Československo)
1. tanková divize Československé lidové armády vznikla v říjnu 1958 a sloužila až do konce roku 1992. Některé zdroje uvádějí do roku 1994.[zdroj?] Divize se do května 1990 jmenovala Kyjevská, bělocerkevská, dukelsko-prešovská, popradská tanková divize Klementa Gottwalda. Poté nesla název bez jména Klementa Gottwalda.
Československá lidové armáda měla základní útvar pluk, vyšším útvarem byla divize – v ČSLA se nazýval pluk plukem, ale divize se nazývala svazek a armáda svaz. Bylo to nesrozumitelné i pro tehdejší vojáky a ti tak běžně nazývali vojenská tělesa klasicky – pluk, divize, armáda. Pluk spadal buď pod tankovou nebo motostřeleckou divizi (svazek). Tanková divize měla většinou tři tankové pluky a motostřelecká divize vždy jeden tankový pluk. Výjimkou byla tanková divize na východním Slovensku, která měla dva tankové a dva motostřelecké pluky. Tankový pluk tvořily tři tankové prapory, každý o třech tankových rotách. Tanková rota byla vyzbrojena 10 středními tanky (T-54/55 nebo T-72). Pro potřeby velitele praporu a pluku byl vždy k dispozici jeden tank, většinou ve speciální velitelské úpravě. Tankový prapor tak disponoval 31 středními tanky a tankový pluk 94 stroji.

## Složení divize v 80. letech 20. století
- 1. tankový pluk (Strašice)
- 2. tankový pluk (Rakovník)
- 3. motostřelecký pluk (Louny)
- 21. tankový pluk (Žatec)
- 1. samostatný raketometný oddíl (Terezín)
- 1. raketometný oddíl (Terezín)
- 1. průzkumný prapor (Podbořany)
- 3. ženijní prapor (Terezín)
- 2. spojovací prapor (Slaný)
- 5. prapor chemické ochrany (Slaný)
- 1. prapor materiálního zabezpečení (Postoloprty)
- 1. prapor oprav techniky (Žatec)
- 5. zdravotnický prapor (Terezín)
- 1. baterie velení a dělostřeleckého průzkumu (Slaný)
- 1. vrtulníkový odřad – (Líně)

## Velitelé divize
- plk. Bohumil Janda (1. 10. 1958 – 20. 10. 1959)
- plk. Emil Němec (20. 10. 1959 – 22. 09. 1962)
- plk. gšt./genmjr. Eduard Kosmel (22. 09. 1962 – 17. 10. 1964)
- pplk. gšt./plk. gšt. Jaroslav Gottwald (17. 10. 1964 – 28. 12. 1968)
- pplk. Zdeněk Vondrák (28. 12. 1968 – 4. 5. 1969)
- pplk. Miloslav Nezbeda (15. 8. 1969 – 6. 7. 1970)
- pplk. gšt. Zdeněk Havala (6. 7. 1970 – 16. 10. 1973)
- plk. gšt. Alois Výlet (16. 10. 1973 – 9. 11. 1977)
- plk. gšt./genmjr. Josef Vincenc (9. 11. 1977 – 7. 10. 1981)
- pplk. gšt./plk. gšt. Václav Grohman (7. 10. 1981 – 28. 9. 1983)
- plk. gšt./genmjr. Josef Loučka (28. 9. 1983 – 25. 10. 1985)
- pplk. gšt./plk. gšt. Jaroslav Kindl (25. 10. 1985 – 7. 10. 1987)
- plk. gšt./genmjr. Jan Ščudlík (7. 10. 1987 – 8. 9. 1989)
- pplk. gšt./plk. gšt. Zdeněk Zbytek (8. 9. 1989 – 1. 10. 1990)
- plk. gšt. Jiří Martínek (1. 10. 1990 – 1993)[1]
- plk. gšt. Josef Prokeš (1993 – 1994)